# Human Cargo
Human Cargo är en amerikansk actionfilm från 1936 i regi av Allan Dwan. I huvudrollerna ses Claire Trevor, Brian Donlevy, Alan Dinehart och Rita Hayworth.

## Rollista i urval
- Claire Trevor - Bonnie Brewster
- Brian Donlevy - Packy Campbell
- Alan Dinehart - Lionel Crocker
- Ralph Morgan - distriktsåklagare Carey
- Helen Troy - Susie
- Rita Hayworth - Carmen Zoro (som Rita Cansino)
- Morgan Wallace - Gilbert Fender
- Herman Bing - Fritz Schultz
- John McGuire - 'Spike' Davis
- Ralf Harolde - Tony Sculla
- Wade Boteler - Bob McSweeney
- Harry Woods - Ira Conklin
- Wilfred Lucas - polischef